# Pověsti o založení Orlové a benediktinském klášteře v Orlové
Benediktinský klášter v Orlové a samotné město Orlová bylo zmíněn v mnoha legendách a pověstech, které byly zaznamenány v 19. a 20. století.

## Úvod
Pověsti, které jsou spojeny s Orlovou a benediktinským klášterem, jsou v mnoha knihách a publikacích. Řada sběratelů, folkloristů, ale také někteří historikové do svých prací tyto pověsti s oblibou začlenili. Málokdo z nich se zabýval jejich rozborem a snahou určit co je a co není pouhý výplod fantazie předků. Bádání ve smyslu důslednějšího sběru pověstí a povídek Těšínského Slezska provedl Lucjan Malinowski.
Mezi české autory, kteří se o toto téma zajímají, lze zařadit folkloristy Oldřicha Sirovátku a Evu Doupalovou. Mezi další místní autory, kteří pověsti zpracovávali, byl František Sláma.

## Pověsti a legendy

### O založení Orlové
| „ | „Nad lesy, v modru klenutých nebes, se vznešeně vznášel orel, král lesů, tisíce dravců sídlilo v houští i po skalinách. Celá země hovořila pradávnou přírodní řečí: tichým ševelem hravého listoví i hukotem horských, bystrých vod na skalnatých prazích a v kořání staletých velikánů, přítulným voláním milujících se hrdliček i strašlivým rykem zvířat, bojujících zoufale o život ... Tehdy často vyjížděl těšínský kníže Měšek I. se zbrojnou družinou na lov. Divoká smečka psů prudce vyrazila ze starého hradiště nad Olzou, hlaholivě se rozjásaly zvuky lesních rohů po údolí, mohutné paže pevně svíraly oštěpy i břitké tesáky, houpající se lovcům na bocích. Také kněžna Ludmila si vyjela. Podél toku řeky se drali houštinami, dál a dále vnikali k západu do hustých lesů. Rozezvučely se háje ryčnou písní lovců, štěkotem psích smeček i řevem a supotem ubíjené kořisti. Loveckých trofejí rychle přibývalo. Za plné slunné pohody dojela družina s knížetem a kněžnou až pod skalnaté návrší – v místa nynější Orlové. Zemdlená těla, ochablé paže i lovem vybičované mysli toužily po odpočinku. Lovci se rozložili pod mohutnými větvemi stinných dubů a posilnili se z hliněných nádob medovinou; znovu mocně zazněly radostné zvuky rohů i píšťal. Pak se tichý mír a klid rozhostil nad krajinou. Všichni odpočívali. Kněžna, utrmácena rušným lovem, usínala uprostřed dívčí čeledi. Náhle se snesla na korunu nejbližšího dubu družina orlů a statný orel nečekaně pustil svůj úlovek přímo k nohám ničeho netušící kněžny. Prudce vyrušena z tichého odpočinku, kněžna se ulekla tak silně, že na témž místě, pod korunami staletých dubů, povila zdravého synáčka. Protože pohoda odpočinku – mír – byl orly porušen, pokažen, nazval kníže novorozeného kněžice Kazimírem a na skalnatém návrší dal postaviti na paměť této události kapli. Okolo návrší pak kázal vysekati velikou část lesa a založiti ves, která po orlech byla nazvána Orlová. Kníže Kazimír se rád později vracel v tato rodná místa a vesnici povznesl bohatými nadacemi. Po smrti svého otce povolal prý mnichy řádu sv. Benedikta z Týnce u Krakova a založil pro ně klášter v Těšíně. Mnichům dal také Orlovou a dvacet jiných vsí. Syn Kazimírův Vladislav vida prý, že se v orlovské kapli dějí zázraky a že poutníků stále víc a více přibývá, přeložil benediktinský klášter do Orlové, aby se mnichové starali o duchovní povznesení kraje a kácením lesů, vysoušením bažin a zakládáním vsí zvelebili knížectví. Kníže jim také dal solné právo, tj. právo vyvařování soli ze solných pramenů v okolí Orlové a při Karvinné. Mnichové povolali slovanské osadníky, vyrubali okolní les, a tak na svazích porubaniska vznikla ves Poruba a jižněji ve XIII. století Paškovy Lazy. Orlová však vpravdě nemá jméno po ptáku, nýbrž podle jména držitele, jenž slul Orel. Odtud pak Orlova ves – Orlová. | “ |
| — Emilián Kolář: Památka 600letá založení chrámu Páně v Orlové v c. k. Horním Slezsku, s. 14, z knihy Františka Jury | |   |

Tato pověst, která byla zpracována a vydána v 19. a 20. století několika formami a několika autory, je považována za první verzi o vzniku Orlové.
- Próza: Albín Heinrich[8], Gottlieb Biermann[9], Julius Bayer[10], Vincenc Prasek[11], Alois Adamus[12], Jaroslav Bakala[13], Ervín Tengler[14], nejnověji Josef Ondrusz[15], Blažej Paloch[16] a Taťána Polášková[17]
- Poezie: Albín Heinrich[18]

Všechny zpracování pověsti obsahovaly skutečná historická fakta z historie Těšínska:
- Kníže Měšek I. Křivonohý († 1211) byl držel knížectví Ratibořské a Těšínské, kastelánie Bytomsko, Osvětim, Zátor a Seveř[19]. Dal základ Hornímu Slezsku, byl zakladatelem dynastie těšínských Piastovců.[20]
- Ludmila († 1211) byla dcerou přemyslovce Vladimíra Olomouckého († 1200) a neznámé kněžny.
- Kazimír I. Opolský († 1230) byl jejich syn, první z polských knížat, který používal na pečeti heraldického orla[21].

Albín Heinrich čerpal z farních záznamů, ale vyprávění poupravil, rozdíl byl v následujícím. Podle jeho verze se: "Snesl se orel a v zobáku měl hostii, kterou položil před odpočívající kněžnu, která chvíli na to porodila syna. Všichni byli udiveni a viděli v tom vyšší znamení." Ostatní autoři pověsti slovo "hostia" nepřeložili jako "hostii", ale jako "kořist", kdy pravděpodobně nečerpali z církevního (náboženského) významu slova, ale z pradávného významu, kdy předkřesťanské latinské slovo "hostia" bylo možno přeložit jako "obětní zvíře".
Díky pověsti vznikl původní městský znak Orlové (orlovský znak), kde orel drží v zobáku hostii, v jednom spáru pastýřskou berlu a v druhém mitru. Příběh je zobrazen na levém oblouku presbiteria orlovského kostela s latinským nápisem: "O Felix venatio cujus indicio venantur animae in nido Orloviensi.".
Druhá verze vzniku Orlové vychází z pověsti o muži, který se jmenoval Orlov, nebo Orel a kterému ves patřila. Mohlo jít o držitele, nebo kmenového náčelníka.
Třetí verze odvozuje původ názvu Orlová od orlů, případně orlovců říčních, kteří zde v hojném počtu hnízdili.
Čtvrtá verze byla založena na hydronymu podle řeky.

### Umrzlý kněz
Tato pověst nebyla literárně zpracována. První doložený orlovský opat Jan I., který v roce 1291, se souhlasem týneckého opata připojuje Vrbici ke kostelu blahoslavené Panny Marie v Bohumíně. Tímto přešla Vrbice z archipresbyterátu Těšínského do archipresbyterátu Ratibořského. Důvod, proč k tomu došlo, nebyl doposud historiky doložen. Podle pověsti, která praví, že se orlovský kněz vypravil na den Božího Narození do Vrbice, aby tam sloužil bohoslužbu. Po cestě umrzl v lese. Tato příhoda pak vedla údajně týneckého opata ke svolení darování Vrbice bohumínskému kostelu.
Z písemných záznamů bylo doloženo, že: 1) Počátky kostela ve Vrbici jsou kladeny k roku 1292, tento rok tedy ukazuje na to, že výstavba kostela byla pod bohumínskou farností. 2) Bohoslužby před tímto rokem byli povinni vykonávat mniši z Orlové.

### Vyhnání orlovských mnichů
| „                                                               | Kníže těšínský, Václav Adam, byl příznivcem nového učení. Opat orlovský, Ondřej Buřinský, vytýkal v jednom svém kázání knížeti přehmaty, jakých dopouští se proti církevním statkům katolickým, a kníže Václav Adam odpověděl na kázání ono r. 1560 skutkem rozhodným. Opat z knížectví byl vypovězen a mniši z kláštera násilně vyhnáni, při čemž kazatel Petr Jakub na kostelní věži zastřelen a dva klášterníci na útěku za Moravskou Ostravou zabiti. Klášter obrácen v rum a popel a kostelíček orlovský dán protestantům. V době protireformace navrácen pak zas katolíkům, avšak zabrané statky klášterní prodala již knížata těšínská a po bývalém klášteře má kostelíček orlovský již jen jedinou památku ve faráři, jejž sem z řádu benediktinského dosazuje opat broumovský v Čechách. | “ |
| — František Sláma, Vlastenecké putování po Slezsku, s. 236-237. | |   |

V 19. století byla tato pověst vykládána, že po vyhnání opata Jan Burzińského dvorní maršálek opil mnichy vínem. Ty pak vyhnal a ty, kteří utekli, nechal pronásledovat. Jednoho z mnichů, Jakuba, který byl údajně ukrytý v kostelní věži, zastřelil místní myslivec Glusek. Dva utekli až do Nové Vsi u Moravské Ostravy, kde byli zabiti. Na onom místě pak byli i pohřbeni a dle lidu se tomu místu začalo říkat "U Hrůbků".
Písemný zdroj této legendy není doložen. Byla místopřísežně sdělena 26. ledna 1697 svobodným pánem Rudolfem Sobkem z Kornic, před orlovským opatem Gandenciem Lipnickým. Baronu Sobkovi vyprávěl tuto událost Václav Pelka, pán na Novém Městě na Malých Kunčicích u Fryštátu, který údajně znal myslivce Gluska. Historikové toto tvrzení považují za nevěrohodné. Faktem bylo, že v roce 1561 těšínský kníže Václav III. Adam († 1579) klášter zrušil.

### Kaple U Hrůbků
| „                                                                                     | V době kolem poloviny 16. století podle další pověsti nechal hrabě Jan z Oppersdorfu, majitel frýdeckého panství, vystavět kostel poté, co jeho koně u hrobů mnichů padly na kolena a on, který byl až do této chvíle slepý na jedno oko, byl uzdraven. | “ |
| — Emilián Kolář: Památka 600letá založení chrámu Páně v Orlové v c. k. Horním Slezsku | |   |

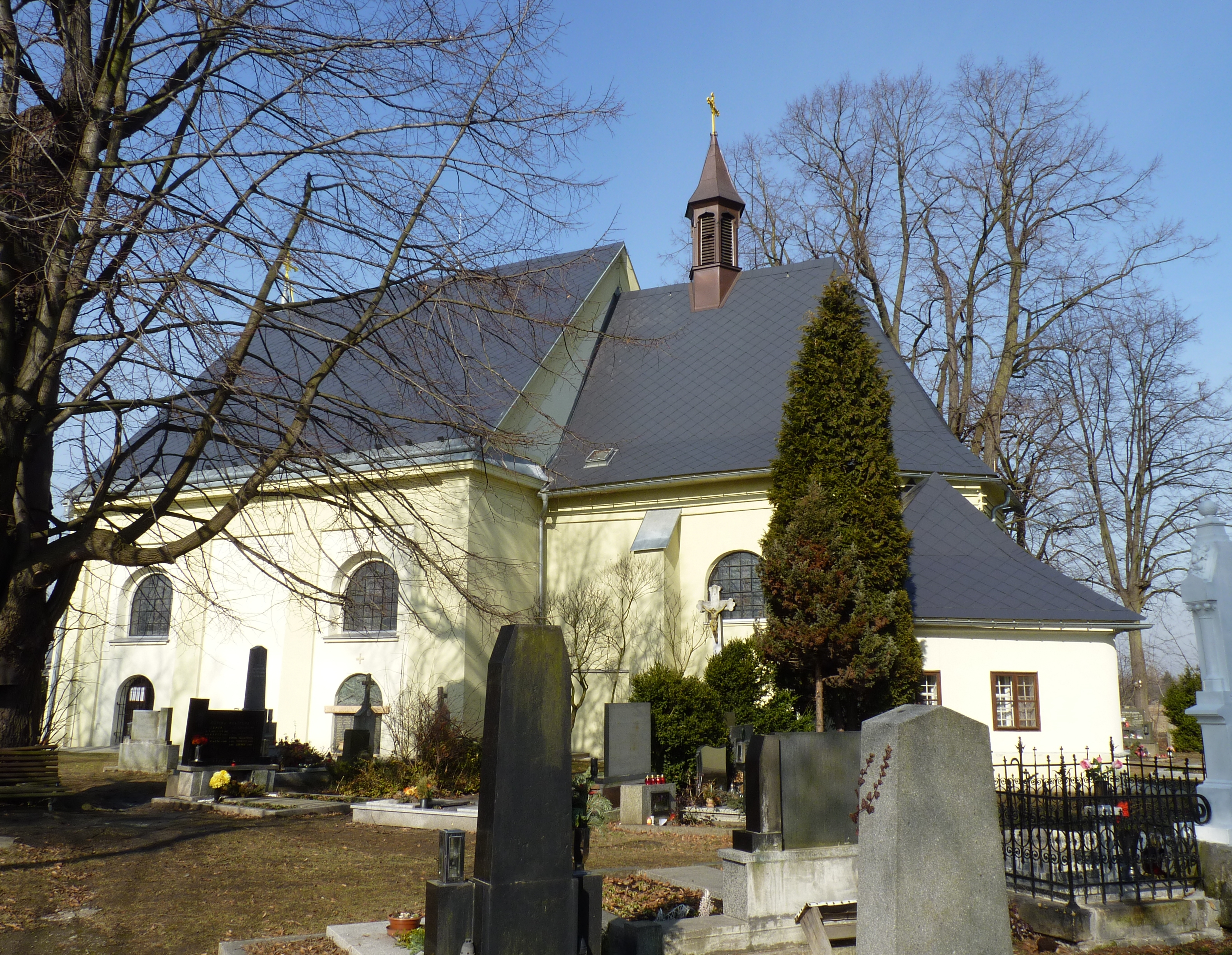
Kostel svatého Bartoloměje

Dle historika Aloise Adamuse existovalo několik verzí této legendy. Základem legendy o založení kaple U Hrůbků  byl zápis opata Lamberta Klonna ve spise o orlovském klášteře, a který byl dále rozšířen místními kazateli, ale také historiky. Zápis Lamberta Klonna, který byl z první poloviny 18. století, byl velice podobný legendě o "Vyhnání orlovských mnichů". Dle skutečné události byli v roce 1560 zabiti dva mniši v Moravské Ostravě svými pronásledovateli.
Druhý záznam byl z roku 1707, kdy došlo k opravě již stojícího kostelíka a sepsání jeho historie. Do zápisu byla zakomponována pověst o dvou mrtvých benediktýnech v období husitských válek. Podobný záznam se pak objevuje okolo roku 1808 ve farních záznamech. V roce 1847 se v ostravském farním archivu objevila poslední verze pověsti, která je totožná s verzí E. Koláře.
Třetí záznam byl úvodem k české modlitbě a písni o sv. Bartoloměji, která byla vydán ve Frýdku okolo roku 1757. Na místě, kde dnes stojí kostel svatého Bartoloměje, měli v roce 1443 koně hraběte Pražmy, kteří byli v zapřaženi v šestispřeží, na cestě z Opavy do Frýdku padnout. Hrabě pak musel slíbit, že na onom místě postaví kapli zasvěcenou sv. Bartoloměji. Tato kaple U Hrůbků byla vystavěna v roce 1443 ostravským farářem Řehořem, později byla zbořena a koncem 16. století znovu vystavěna. Letopočty jsou opět podobné událostem z husitských válek, kdy mělo dojít k zabiti dvou mnichů a jejich pohřbení.